# Алиев, Заур Расулович
Заур Расулович Алиев (17 ноября 1983, Махачкала, Дагестанская АССР, РСФСР, СССР) — российский театральный режиссёр, актёр театра, сценарист. Заместитель директора Кумыкского музыкально-драматического театра им. А.-П. Салаватова. Заслуженный артист Дагестана.

## Биография
Бабушка и дедушка Заура работали в Кумыкском театре, они часто брали его с собой. В 14 лет в массовке у него был свой первый выход на сцену, после участия в которой художественный руководитель Кумыкского театра Айгум Айгумов взял его на работу. В 2004 году окончил Дагестанский государственный университет, учился на факультете культуры на актерском отделении. Будучи студентом исполнял небольшие роли, участвовал в массовках. В 2009 году в «Молодежный год» за вклад в развитие культуры и искусства он был награжден грамотой и медалью Министерства по делам молодёжи Республики Дагестан. В 2010 году в Театральный институт имени Бориса Щукина на режиссерский факультет. В марте 2014 года за вклад в развитие многонациональной культуры Республики Дагестан и в связи с празднованием Дня работника культуры он награждается Почетной грамотой Министерства культуры Республики Дагестан. В 2015 году Заур Алиев становится лауреатом первого республиканского театрального фестиваля, проводимого Министерством культуры Республики Дагестан, «Сцена опаленная войной», на этом же фестивале ему была вручена Почетная грамота Министерства культуры Республики Дагестан, за высокий уровень художественного мастерства и активную творческую работу в проекте «Культура» — детям села", в рамках проекта «Человеческий капитал», подпроект «Культура и традиции народов Дагестана». В 2019 году он был награжден Почетной грамотой Правительства Республики Дагестан.

## Избранные театральные постановки
- «Муж моей жены» (Георгий Хугаев)
- «Завещание»
- «Провинциальные анекдоты» (Александр Вампилов)
- «Работаем, брат»
- «Маугли и Лия»
- «Аленький цветочек»
- «Синдбад-мореход»
- «Баба Яга против»
- «День рождения кота Леопольда»
- «Васият» (Зарипат Атаева)
- «Примадонны» (Кен Людвиг)

## Театральные работы
- «Соблазн» — Учи
- «Мое древнее село» — Чатай
- «Отравленная туника» — Араб
- «Верните бабушку» — Гаирбек
- «Молла Насрутдин» — несколько ролей

## Звания и награды
- Грамота и медаль Министерства по делам молодежи Дагестана (2014);
- Почетная грамота Министерства культуры Дагестана (2015);
- Лауреат фестиваля «Сцена опаленная войной» (2015);
- Почетная грамота Правительства Республики Дагестан;
- Заслуженный артист Дагестана;